# Liz Parnov
Elizabeth „Liz“ Parnov (* 9. Mai 1994 in Moskau) ist eine australische Leichtathletin russischer Herkunft, die sich auf den Stabhochsprung spezialisiert hat.

## Sportliche Laufbahn
Erste internationale Erfahrungen sammelte Liz Parnov bei den Jugend-Ozeanienmeisterschaften 2010 in Sydney, bei denen sie mit übersprungenen 3,95 m die Goldmedaille gewann. Anschließend nahm sie an den erstmals ausgetragenen Olympischen Jugendspielen in Singapur teil und gewann dort mit 4,25 m die Silbermedaille. Im Oktober nahm sie erstmals an den Commonwealth Games in Neu-Delhi teil und wurde dort mit 3,95 m Elfte. Im Jahr darauf gewann sie bei den Jugendweltmeisterschaften nahe Lille mit einer Höhe von 4,20 m die Silbermedaille, wie auch bei den Juniorenweltmeisterschaften in Barcelona im Jahr darauf mit 4,30 m. Damit qualifizierte sie sich auch für die Olympischen Spiele in London, bei denen sie ohne eine gültige Höhe in der Qualifikation ausschied. Auch bei den Commonwealth Games in Glasgow 2014 überquerte sie nicht die Einstiegshöhe.
2017 qualifizierte sie sich für die Weltmeisterschaften in London, bei denen sie mit 4,35 m in der Qualifikation ausschied. Bei ihren dritten Commonwealth Games 2018 im heimischen Gold Coast wurde sie mit übersprungenen  4,40 m Fünfte. Im Jahr darauf siegte sie mit neuer Bestleistung von 4,60 m bei den Ozeanienmeisterschaften in Townsville und qualifizierte sich damit für die Weltmeisterschaften in Doha, bei denen sie mit 4,35 m in der Vorrunde ausschied. 2021 nahm sie an den Olympischen Sommerspielen in Tokio teil und verpasste dort mit 4,25 m den Finaleinzug.
In den Jahren 2010, 2014, 2016 und 2017 wurde Parnov Australische Meisterin im Stabhochsprung.

## Persönliches
Parnov stammt aus einer sportlich sehr erfolgreichen Familie. Ihr aus der Ukraine stammender Vater war selbst als Stabhochspringer aktiv und coacht zahlreiche australische Stabhochspringerinnen. Ihre Mutter Nadia war als Hürdenläuferin aktiv. Ihr Großvater Walentin Tschistjakow war als Hürdenläufer bei den Olympischen Spielen 1964, bei denen ihre Großmutter Natalja Alexandrowna Tschistjakowa die Bronzemedaille im 400-Meter-Lauf gewann. Ihre Tante ist die für Russland und Australien startende Tatiana Grigorieva, die zahlreiche internationale Medaillen gewinnen konnte. Auch ihre Schwester Vicky Parnov ist als Stabhochspringerin aktiv und wurde 2007 Jugendweltmeisterin. Sie absolvierte ein Studium für Medien und Kommunikation an der Murdoch University.

## Persönliche Bestleistungen
- Stabhochsprung: 4,60 m, 28. Juni 2019 in Townsville
  - Stabhochsprung (Halle): 4,40 m, 24. Februar 2019 in Clermont-Ferrand